# Limonia dactylolabis
Limonia dactylolabis là một loài ruồi trong họ Limoniidae. Chúng phân bố ở miền Australasia.